# Fächerpapagei
Der Fächerpapagei (Deroptyus accipitrinus) ist ein in unberührten Tieflandregenwäldern des nördlichen Südamerikas verbreiteter Neuweltpapagei. Er kommt in Kolumbien, Venezuela, Guyana, Brasilien, Ecuador und Peru vor.

## Merkmale
Fächerpapageien ähneln Amazonen und sind wie diese von grüner Grundfarbe. Namensgebendes Merkmal ist eine dunkelrote, an den Federenden mit blauen Säumen versehene Federhaube am Hinterkopf. Die Federhaube wird beim Spiel, bei Angst und Aggression aufgestellt. Auch Brust, Bauch und Nacken sind von roten Federn mit blauen Säumen bedeckt. Stirn und Scheitel sind cremeweiß, Rücken, Flügel und die Seiten sind grün. Die Unterseite des Schwanzes und die Spitzen der Flügel sind braunschwarz. Die Iris ist gelb, der Schnabel schwarzgrau, die Beine grau. Jungvögeln fehlt der weiße Scheitel. Außerdem ist ihre Unterseite heller, die Iris graubraun und der Unterschnabel heller. Fächerpapageien erreichen eine Länge von 33 cm und ein Gewicht von 190 bis 280 g.

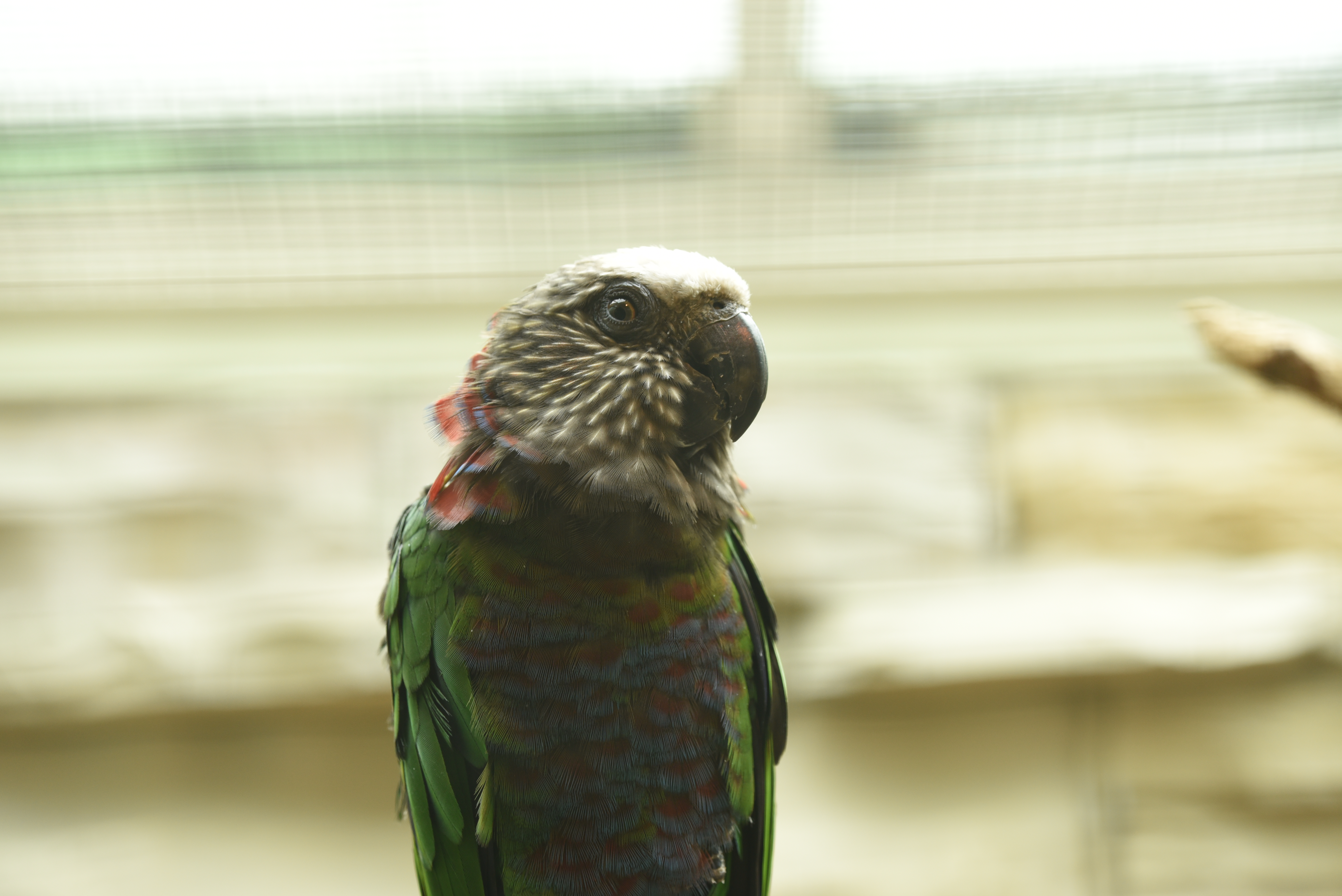
Vogelpark Walsrode

## Lebensweise
Sie leben meist in kleinen Gruppen von bis zu 20 Tieren. Sie ernähren sich von Nüssen, Früchten, Samen und Beeren. Ihr Nest bauen sie in alten Spechthöhlen, wo die zwei bis vier Eier 26 Tage lang bebrütet werden. Nach neun Wochen sind die Jungvögel flügge.

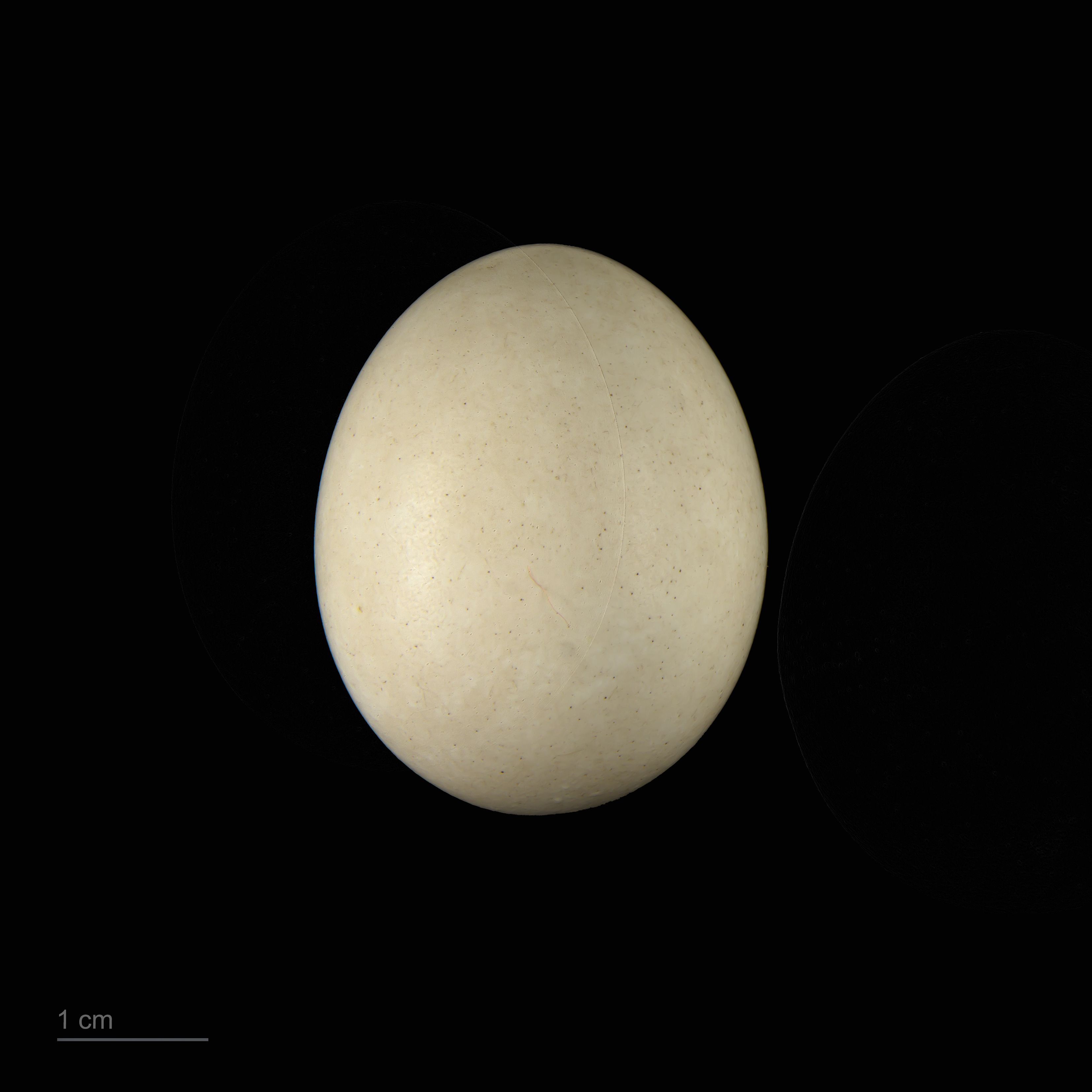
Deroptyus accipitrinus

## Lautäußerungen
Fächerpapageien können eine Vielzahl von Lauten von sich geben. Der häufigste Ruf ist ein kurzer scharfer Ton, dem zwei langgezogene Töne folgen. Eine weitere Lautäußerung ist ein hohes „Slit“, ein lauterer Ruf klingt wie „Ghia-ghia-ghia“. Außerdem schnattern und pfeifen sie leise.

## Unterart
Der Dunkelstirnige Fächerpapagei (Deroptyus accipitrinus fuscifrons) kommt nur im brasilianischen Bundesstaat Pará vor.